# Scalabis spissa
Scalabis spissa är en insektsart som först beskrevs av Walker 1870.  Scalabis spissa ingår i släktet Scalabis och familjen sköldstritar. Inga underarter finns listade i Catalogue of Life.